# Acuminochernes crassopalpus
Espèce
Synonymes
- Hesperochernes crassopalpus Hoff, 1945
- Phoberocheirus cribellus Chamberlin, 1949

Acuminochernes crassopalpus est une espèce de pseudoscorpions de la famille des Chernetidae.

## Distribution
Cette espèce est endémique des États-Unis.

## Description
Les mâles mesurent de 1,8 à 2,1 mm et les femelles de 2,0 à 2,35 mm.

## Publication originale
- Hoff, 1945 : New species and records of pseudoscorpions from Arkansas. Transactions of the American Microscopical Society, vol. 64, p. 34-57.